# Krzyżtopór
Krzyżtopór (prononciation [kʂɨʂˈtɔpur]) est un château situé dans le village de Ujazd, commune d'Iwaniska,  comté d'Opatów, Voïvodie de Sainte-Croix, dans le sud de la Pologne. Il a été construit à l'origine par un noble polonais et Voïvode de Sandomierz, Krzysztof Ossoliński (1587-1645). Le château fut partiellement détruit au cours de l'invasion suédoise invasion connue sous le nom de Déluge en 1655, puis réduit en ruine par les Russes pendant la guerre de la Confédération de Bar en 1770.

## Galerie photo

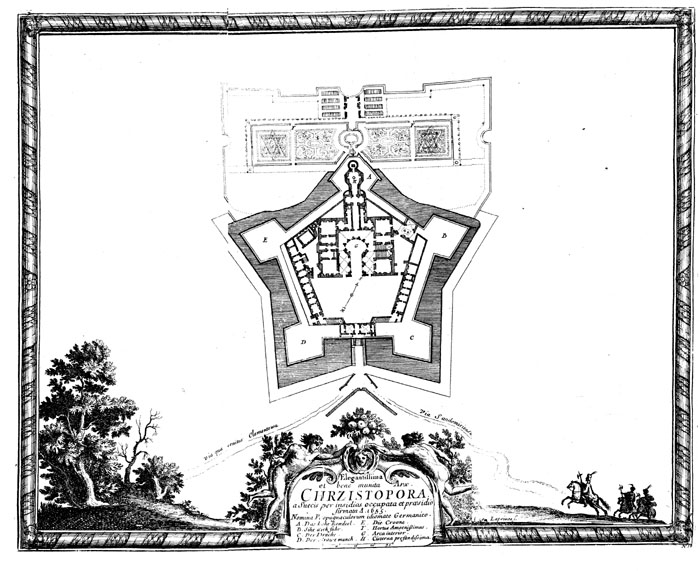
Plan du château vers 1655
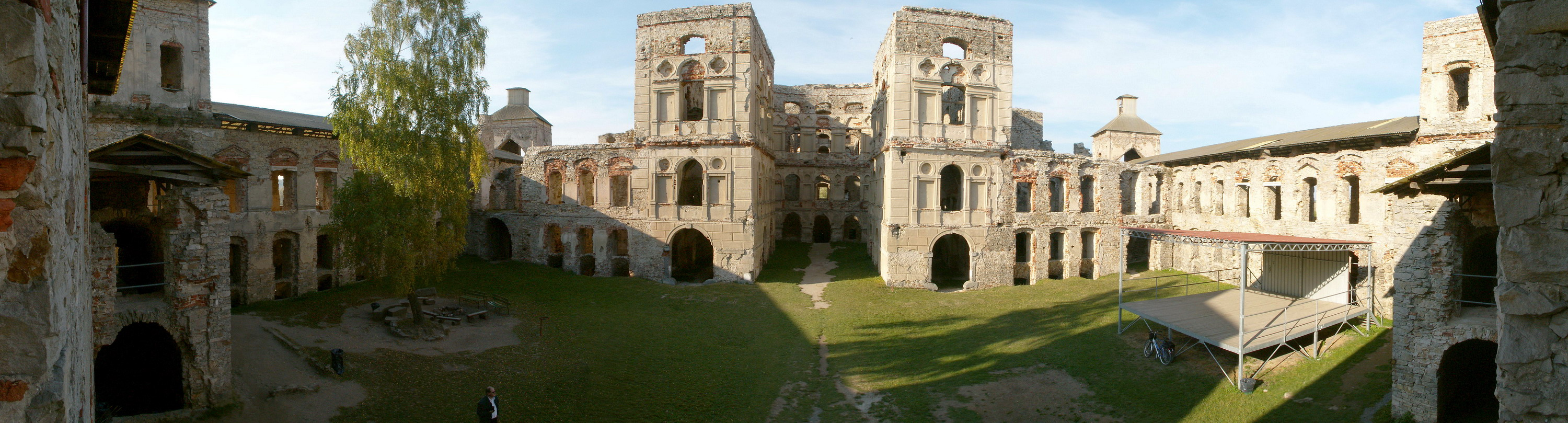
Vue panoramique de la place intérieure de Krzyżtopór Castle in Ujazd
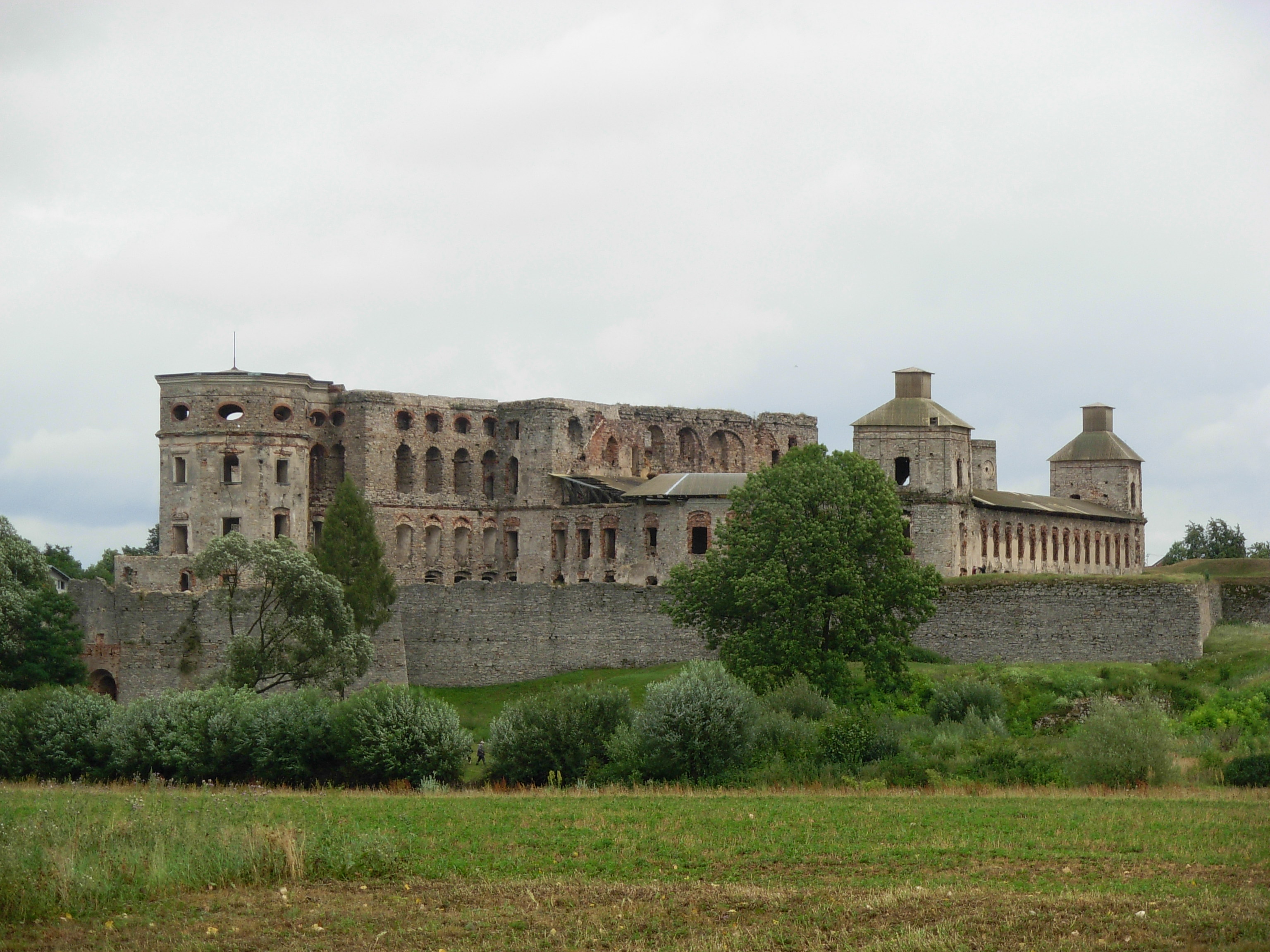
Une vue externe du château
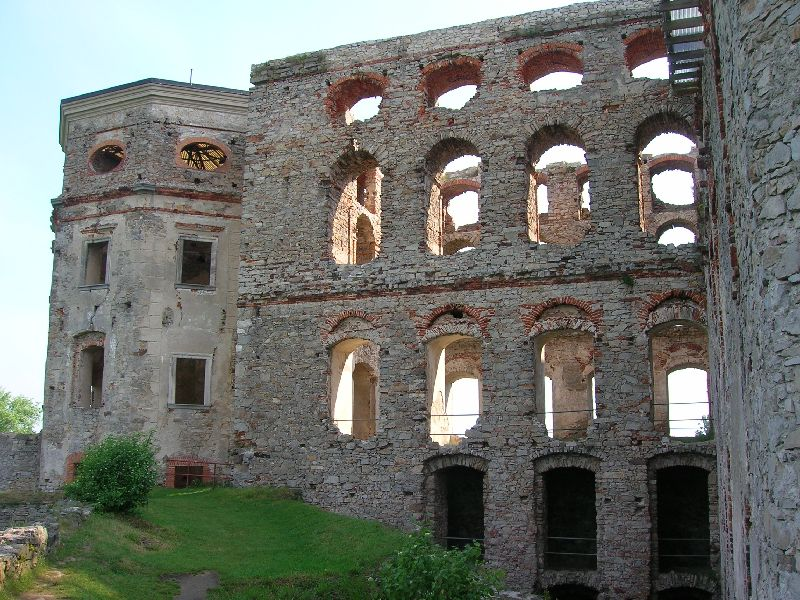
Ruines du château
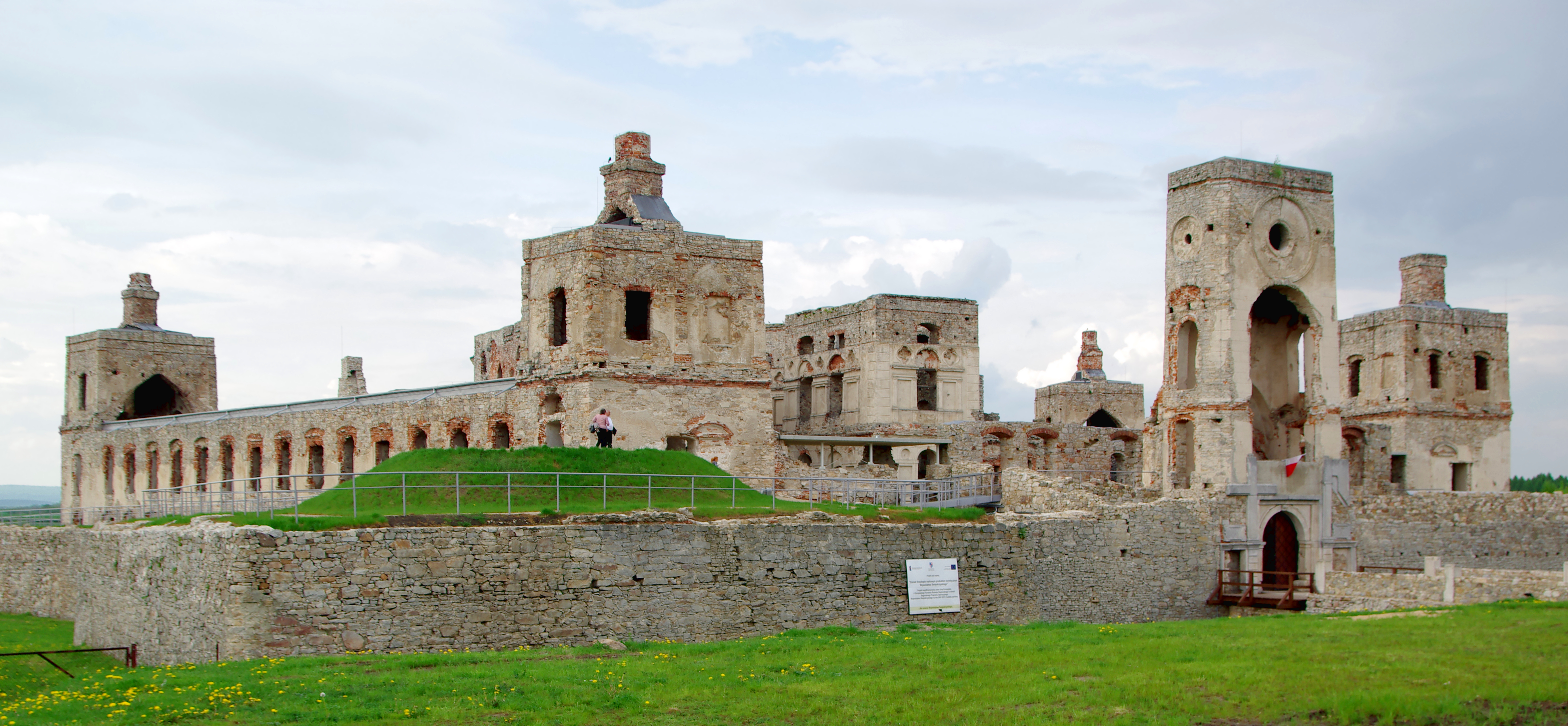
Le château en 2014
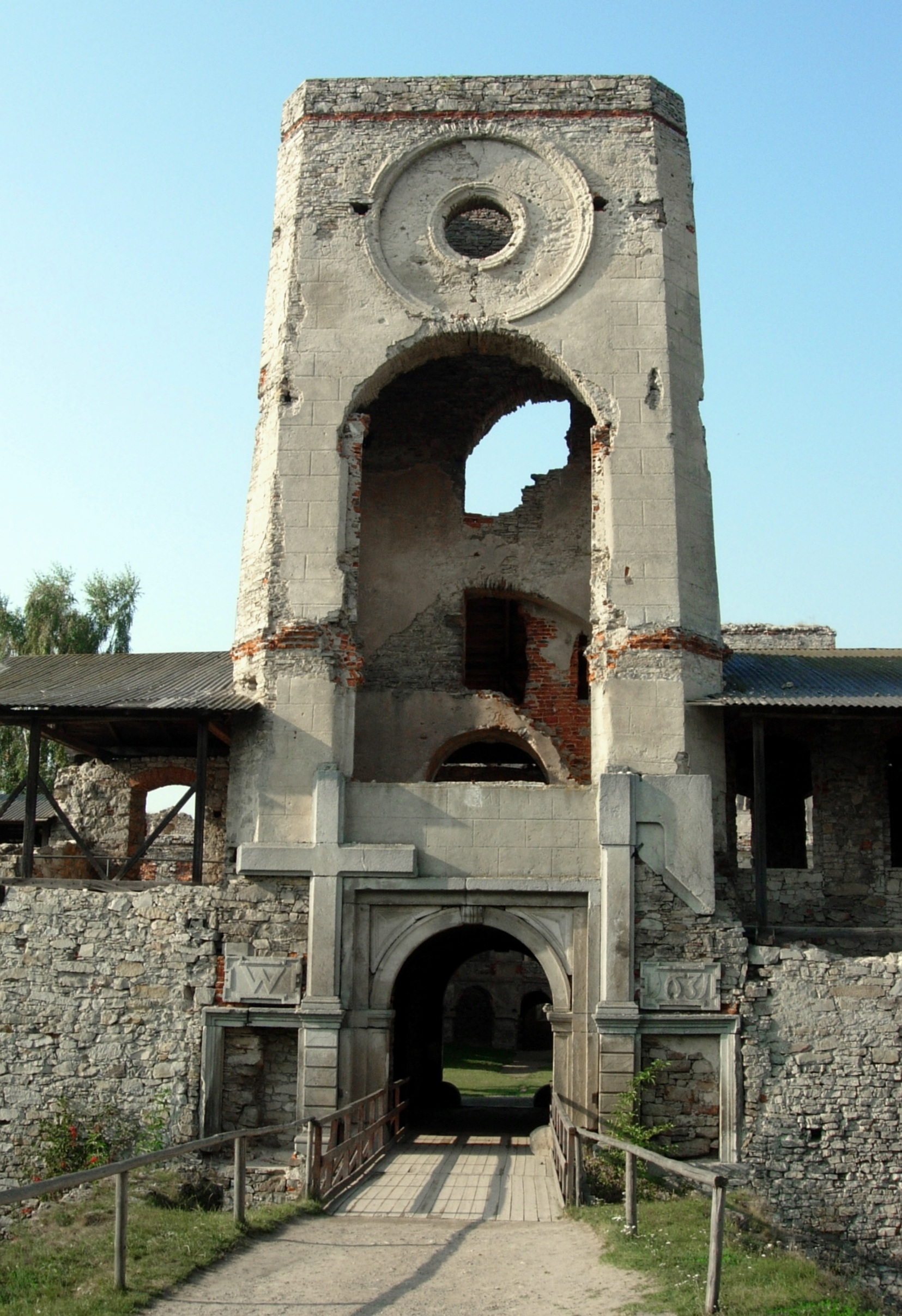
Les ruines de Krzyżtopór
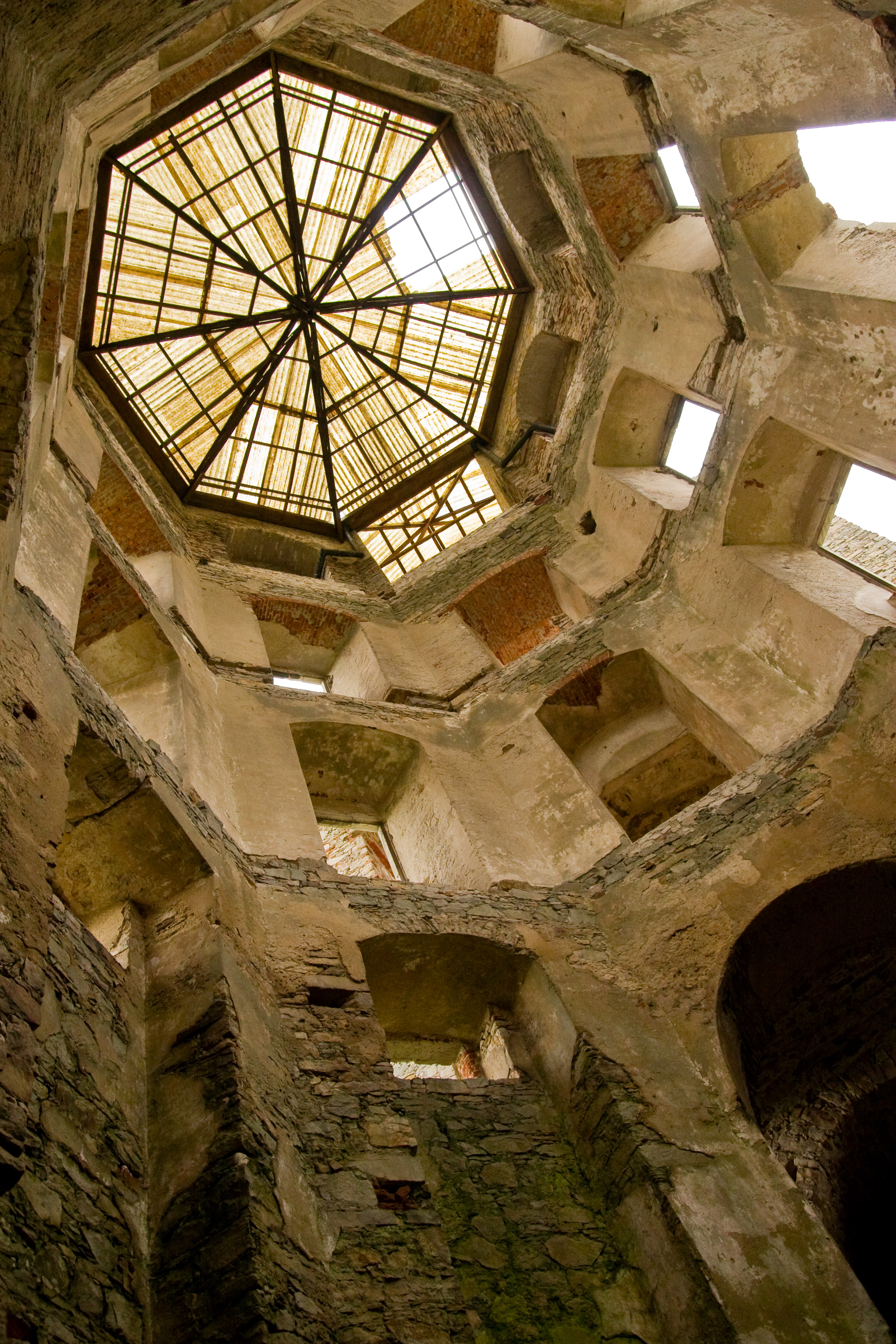
Intérieur du château
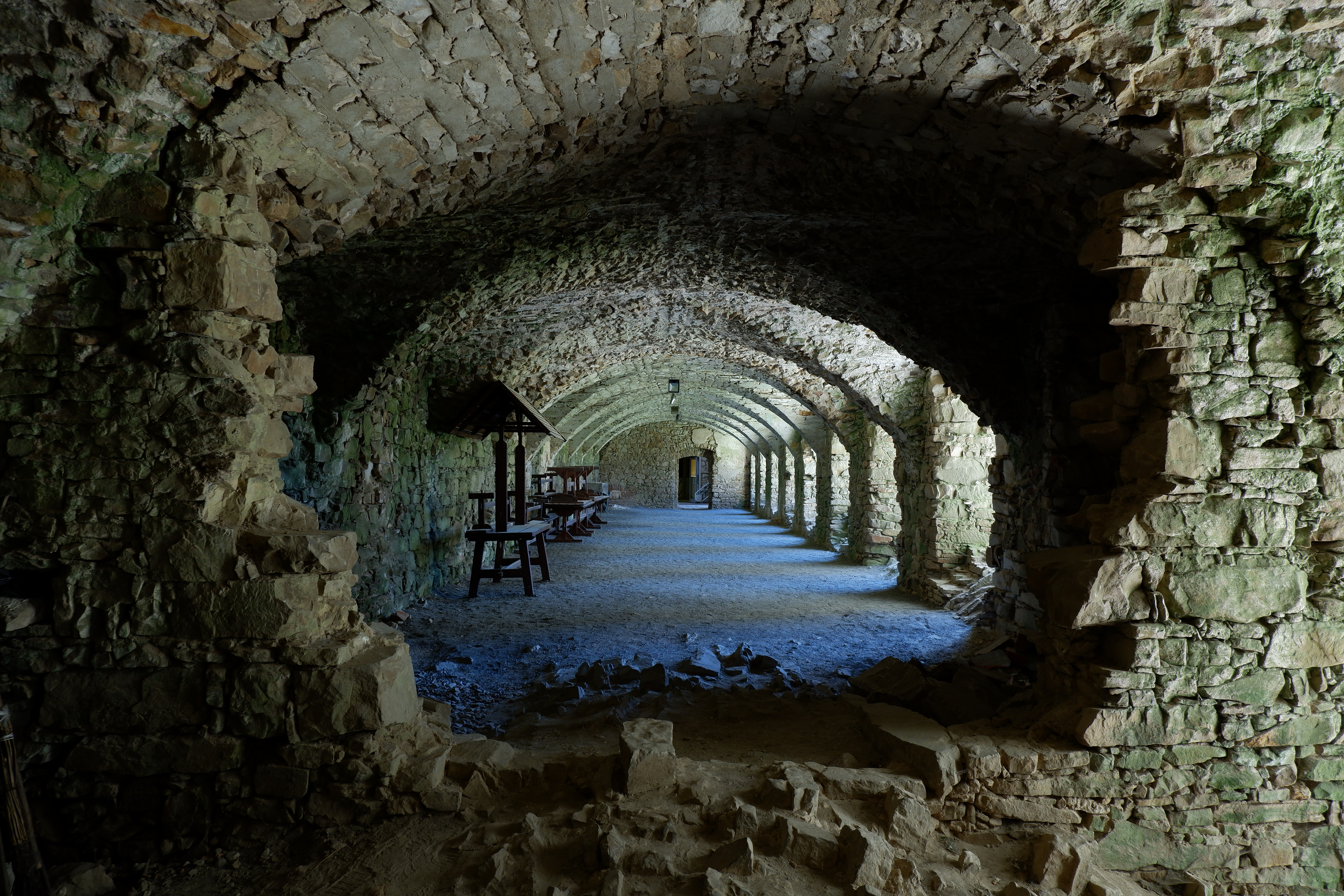
Quelque part dans le chateau de Krzyżtopór. Juin 2020.